# Хубава си, моя горо
„Хубава си, моя горо“ е елегия от Любен Каравелов.
Написана е в емиграция и отразява носталгията на автора към родната природа. Композиторът Георги Горанов написва музика към текста.
Елегията по предложение на фолклориста професор Райна Кацарова е възприемана като неофициален химн на Копривщица и на Националния събор на българското народно творчество в града. През 2014 г. е взето решение и песента вече е официално обявена за химн на „Бунтовната столица на българското Възраждане“ град Копривщица.

## Текст
Хубава си, моя горо
Хубава си, моя горо,

 миришеш на младост,

но вселяваш в сърцата ни

 само скръб и жалост:

който веднъж те погледне,

 той вечно жалее,

че не може под твоите

 сенки да изтлее,

а комуто стане нужда

 веч да те остави,

той не може, дорде е жив,

 да те заборави.

Хубава си, моя горо,

 миришеш на младост,

но вселяваш в сърцата ни

 само скръб и жалост,

твоите буки и дъбове,

 твоите шуми гъсти,

и цветята и водите,

 агнетата тлъсти,

и божурът, и тревите

 и твойта прохлада,

всичко, казвам, понякогаш

 като куршум пада

на сърцето, което е

 всякогаш готово

да поплаче, кога види

 в природата ново,

кога види как пролетта

 старостта изпраща,

и под студа и под снега

 живот се захваща.

„Знание“, г. I, кн. 9, 15 май 1875